# Kurt Dossin
Kurt Dossin, nemški rokometaš, * 28. marec 1913, † 26. april 2004.
Leta 1936 je na poletnih olimpijskih igrah v Berlinu v sestavi nemške rokometne reprezentance osvojil zlato olimpijsko medaljo.